# Нордайх (Дитмаршен)
Нордайх (нем. Norddeich) — община в Германии, в земле Шлезвиг-Гольштейн.
Входит в состав района Дитмаршен. Подчиняется управлению КЛьГ Вессельбурен. Население составляет 412 человек (на 31 декабря 2010 года). Занимает площадь 6,9 км².
Коммуна подразделяется на 3 сельских округа.